# Задугова область

Задня дуга над зоною субдукції

Область задньої дуги — це область за вулканічною дугою. В острівних вулканічних дугах вона складається з задугових басейнів океанічної кори з абісальними глибинами, які можуть бути розділені залишковими дугами, подібними до острівних. У континентальних дугах задугова область є частиною континентальної платформи, або суші (субаеральної), або утворює мілководні морські басейни.